# 湍雨濱蛙
湍雨濱蛙（學名Litoria nannotis）是一種樹蟾，分佈在澳洲的遠北昆士蘭（Far North Queensland）。它們棲息在潮濕及岩石河流，很多時會在瀑布出沒。

## 特徵

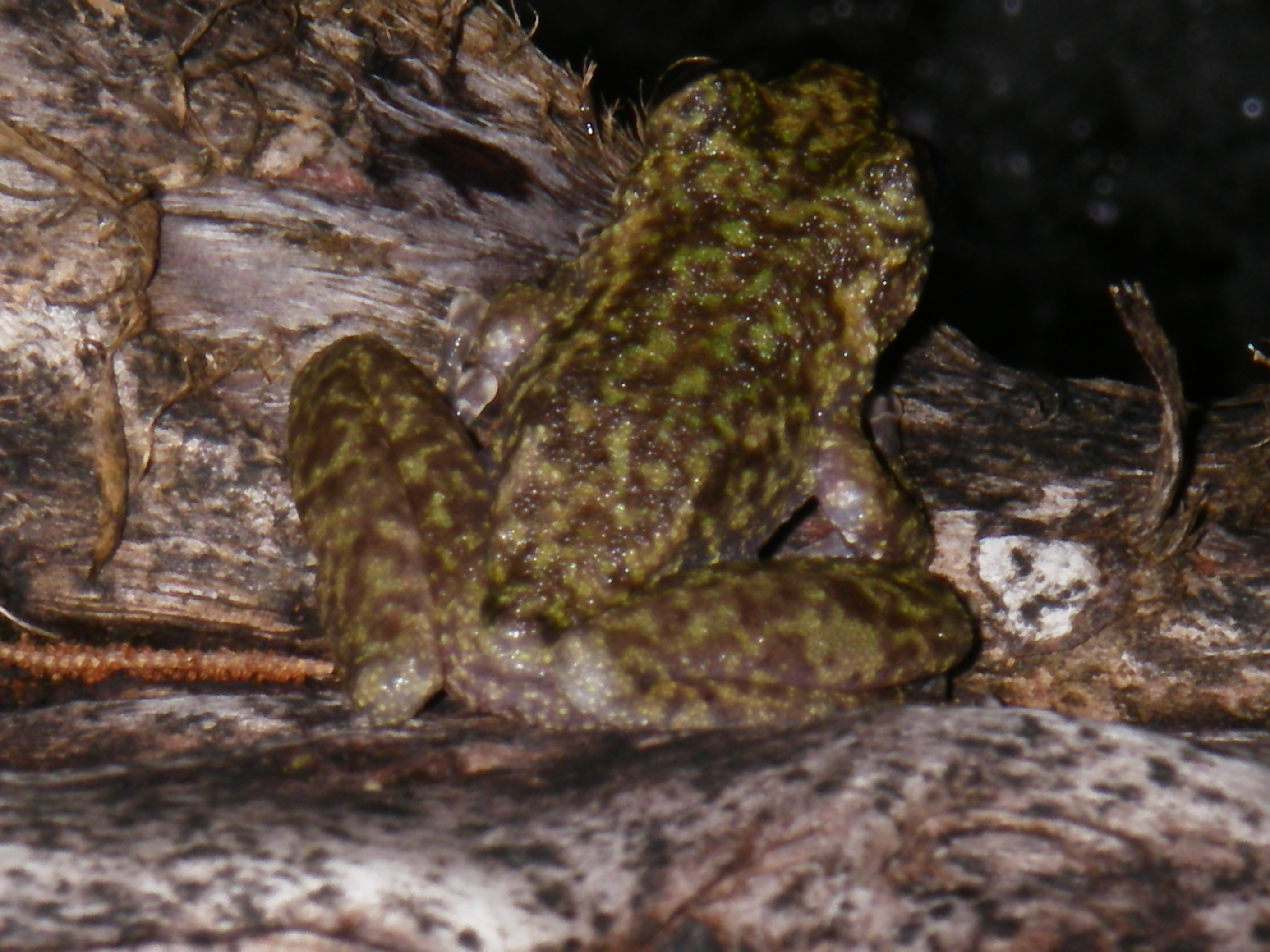
湍雨濱蛙的背部。

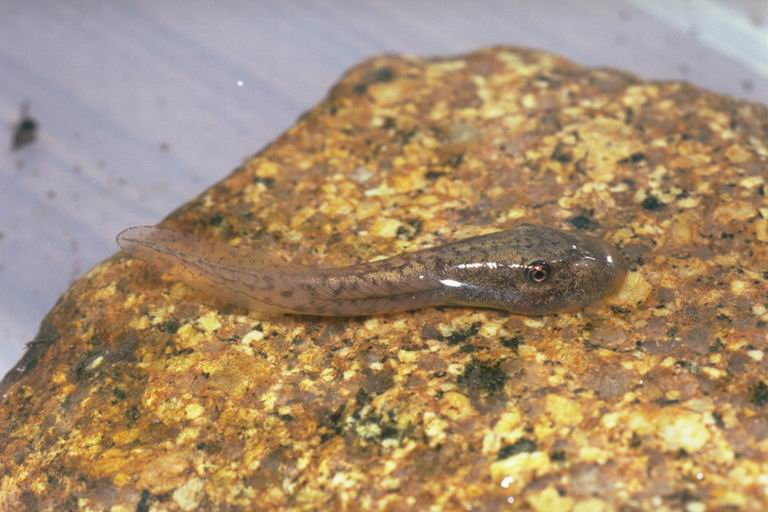
湍雨濱蛙的蝌蚪。

湍雨濱蛙的體型很大，達5.5厘米長。背面有褐色的疙瘩，斑紋與環境相似，能偽裝為花崗岩。腹部面呈鮮橙色、綠色及粉紅色。後腹面表面半透明，可以見到內臟。
湍雨濱蛙的趾墊也很大，可以幫助它們抓住岩石。雄蛙的婚墊很大，差不多佔了整個姆趾的內面。它們的鼓膜是看不見的，前肢部份趾上有蹼，後肢所有趾也有蹼。
湍雨濱蛙像石溪蛙及其他棲於河濱的蛙般，是沒有聲囊的。這可能是因流水聲足以完全掩蓋它們的聲音，發聲只會浪費能量。

## 生態及行為
湍雨濱蛙棲於河流，是澳洲昆士蘭北部（由帕魯瑪（Paluma）至庫克鎮（Cooktown））的特有種。它們分佈在海拔180-3000米，但在高海拔地方的群落卻大幅減少，某些群落甚至已經消失，有可能是因壺菌病所致。不過在低地的群落數量卻仍很穩定。

## 保育狀況
湍雨濱蛙被國際自然保護聯盟列為瀕危。

## 外部連結
- CalPhotos （页面存档备份，存于）